# Cymothoe heliadina
Cymothoe heliadina är en fjärilsart som beskrevs av Schultze 1915. Cymothoe heliadina ingår i släktet Cymothoe och familjen praktfjärilar. Inga underarter finns listade i Catalogue of Life.